# Орынбеков, Бахытжан Амирбекович
Бахытжа́н Амирбе́кович Орынбе́ков (каз. Бақытжан Әмірбекұлы Орынбеков; род. 20 февраля 1971 года, Узбекская ССР) — казахстанский государственный деятель, предприниматель. Аким города Тараза с 5 сентября 2022 года.

## Биография
Бахытжан Амирбекович Орынбеков родился 20 февраля 1971 года. Окончил Таразский государственный университет им. Дулати по специальностям «Автомобили и автомобильное хозяйство, инженер-механик», «Техника и технологии, Горное дело». Трудовую деятельность начал в 1992 году начальником отдела в фирме «Заман» в городе Джамбуле (ныне — Тараз).

### Трудовая деятельность
- В 2000—2004 годы — президент ТОО «Тараз көлік жолы»;
- В 2004—2005 годы — начальник управления ГУ «Управление автомобильных дорог местного значения акимата Жамбылской области»;
- В 2005—2008 годы — директор департамента ГУ «Департамент пассажирского транспорта и автомобильных дорог акимата Жамбылской области»;
- В 2008—2011 годы — начальник управления ГУ «Управление строительства акимата Жамбылской области»;
- В 2011—2015 годы — председатель Правления ТОО «Торгово-транспортная компания»;
- В 2015—2016 годы — заместитель Председателя Правления АО «Волковгеология»;
- В 2016—2017 годы — заместитель генерального директора РПГ на ПВХ «Резерв» КГМР МОАП РК;
- В 2017—2018 годы — заместитель Председателя комитета по государственным материальным резервам Министерство оборонной и аэрокосмической промышленности;
- В 2018—2019 годы — директор производственного департамента АО "НГК «Тау-Кен Самрук»;
- В 2019—2021 годы — управляющий директор-Руководитель проектного офиса АО "НГК «Тау-Кен Самрук»;
- В 2021—2022 годы — исполняющий обязанности, Председатель Правления, Главный директор по управлению проектами АО "НГК «Тау-Кен Самрук»;
- С 2022 года — аким города Тараза.

### Награды
Медали
- «к 15-летию Независимости Республики Казахстан»;
- «к 25-летию Независимости Республики Казахстан».